# Ichneumon longipalpis
Ichneumon longipalpis là một loài tò vò trong họ Ichneumonidae.